# Ванпорт Тауншип (округ Бівер, Пенсільванія)
Ванпорт Тауншип (англ. Vanport Township) — селище (англ. township) в США, в окрузі Бівер штату Пенсільванія. Населення — 1295 осіб (2020).

## Демографія
Згідно з переписом 2010 року, у селищі мешкала 1321 особа в 725 домогосподарствах у складі 352 родин. Було 817 помешкань
Расовий склад населення:
| - 96,7 % — білих - 1,6 % — чорних або афроамериканців - 0,5 % — азіатів - 0,1 % — корінних американців |

До двох чи більше рас належало 1,2 %. Частка іспаномовних становила 0,8 % від усіх жителів.
За віковим діапазоном населення розподілялося таким чином: 12,0 % — особи молодші 18 років, 51,9 % — особи у віці 18—64 років, 36,1 % — особи у віці 65 років та старші. Медіана віку мешканця становила 57,3 року. На 100 осіб жіночої статі у селищі припадало 75,4 чоловіків;  на 100 жінок у віці від 18 років та старших — 69,4 чоловіків також старших 18 років.
Середній дохід на одне домашнє господарство  становив 42 068 доларів США (медіана — 32 885), а середній дохід на одну сім'ю — 54 941 долар (медіана — 45 132). Медіана доходів становила 43 021 долар для чоловіків та 30 938 доларів для жінок. За межею бідності перебувало 8,2 % осіб, у тому числі 9,4 % дітей у віці до 18 років та 8,4 % осіб у віці 65 років та старших.
Цивільне працевлаштоване населення становило 537 осіб. Основні галузі зайнятості: освіта, охорона здоров'я та соціальна допомога — 32,2 %, виробництво — 12,8 %, роздрібна торгівля — 9,1 %, транспорт — 8,4 %.